# Marcin Kretzmer
Marcin Kretzmer (alternatywne wersje nazwiska: Kreczmer, Kretsmer, Kretschmer, Kreyzmer; ur. 1631 w Lidzbarku Warmińskim, zm. 19 maja 1696 w Braniewie) – jezuita prowincji litewskiej, teolog, prawnik i kompozytor. Profesor retoryki w Braniewie (1665–1666), filozofii w Braniewie (1666–1669) i Wilnie (1670–1673), teologii w Braniewie (1673–1677), prefekt szkół w Warszawie (1678–1688), teolog i doradca na dworze biskupa warmińskiego, Jana Stanisława Zbąskiego (1689–1696).

## Życiorys
Marcin Kretzmer urodził się 12 (lub 19) listopada 1631 roku w Lidzbarku Warmińskim, w rodzinie mieszczańskiej. Uczęszczał do gimnazjum jezuickiego w Reszlu, w 1650 roku wstąpił do Towarzystwa Jezusowego w Wilnie. W wyniku wojen szwedzkich lata 1655–1663 spędził za granicą, studiując filozofię w Jiczynie i teologię w Ołomuńcu, a także piastując stanowisko nauczyciela klas niższych w gimnazjum w Opawie i Wrocławiu. Po powrocie do Polski w 1663 roku odbył trzecią probację w Jarosławiu, następnie działał przy kolegiach w Poznaniu i Krakowie jako kaznodzieja. Od 1665 roku uczył retoryki i filozofii w gimnazjum w Braniewie, gdzie również złożył profesję czterech ślubów 15 sierpnia 1668 roku. W latach 1670–1673 wykładał na Akademii Wileńskiej, gdzie też uzyskał stopień magistra filozofii. Od 1677 roku był profesorem teologii scholastycznej i polemicznej w Braniewie, rok później otrzymał stopień doktora teologii i nominację na prefekta szkół wyższych w Warszawie, gdzie pozostał do roku 1688, wykładając w warszawskim kolegium teologię, Pismo Święte i prawo kanoniczne. Po krótkim pobycie w Wilnie, gdzie uzyskał tytuł doktora obojga praw, trafił na dwór biskupa warmińskiego, Jana Stanisława Zbąskiego, jako teolog i doradca. Zmarł w Braniewie 19 maja 1696 roku.

## Twórczość

### Twórczość piśmiennicza – dzieła wybrane
Z zachowanych pism Marcina Kretzmera można wymienić wygłaszane przez niego mowy okolicznościowe, np. z okazji otwarcia fakultetu teologicznego w warszawskim kolegium (Oratio pro introductione Sacrosanctae Theologiae ad Publicum Auditorium Collegii Varsaviensis Soc. Jesu, 1680), czy jubileuszu stulecia obecności jezuitów w Braniewie (Omen de secundo seculo Athenaei Brunopolitani, 1665). Przetrwały także druki o treści teologicznej (Assertiones ex Universa Theologia […] 1683) oraz skrypt wykładów z logiki z Akademii Wileńskiej (rok szkolny 1670/1671).

### Twórczość muzyczna
Z życiorysu Marcina Kretzmera napisanego przez jezuitę Jana Poszakowskiego wynika, że był on twórcą różnorodnych gatunków muzyki religijnej: mszy, nieszporów, litanii i hymnów, a konieczną do ich komponowania wiedzę muzyczną zdobywał samodzielnie, studiując teoretyczny traktat Atanazego Kirchera Musurgia Universalis, sive Ars Magna Consoni et Dissoni (Rzym, 1650). Działalność kompozytorska nie stanowiła jednak głównego pola jego aktywności - warto w tym miejscu zauważyć, że Towarzystwo było zasadniczo przeciwne uprawianiu muzyki przez profesów, tak więc sam fakt zajmowania się tą materią przez Kretzmera należał do wyjątków.

#### Zachowane utwory

##### 4 koncerty
Sacerdotes Dei benedicite Dominum
Forma utworu jest wariantem weneckiego koncertu rondowego. W trzykrotnie powracającym, bardzo rozbudowanym refrenie, wykorzystano technikę imitacyjną. Partie kupletowe zostały podzielone na drobne odcinki, kontrastujące ze sobą poprzez wykorzystanie odmiennych grup dźwiękowych. Tekst utworu to kompilacja cytatów z Kantyku Trzech Młodzieńców (Dn 3,84), psalmów oraz responsorium Elegit te Dominus z liturgii commune unius confessoris lub confessorum pontificium. Utwór nie jest skomplikowany pod względem wykonawczym (dublowanie głosów, prosta instrumentacja etc.), co może wskazywać na to, że został napisany dla chóru szkolnego i instrumentalistów z bursy muzycznej.
Memorare o piisima Virgo
Utwór oparty na tekście modlitwy maryjnej domniemanego autorstwa św. Bernarda z Clairvaux. Charakteryzuje się stosowaniem naprzemiennych trybów dur i moll. W otwierającej dzieło sinfonii pojawiają się dwa kontrastujące ze sobą motywy, których materiał muzyczny jest wykorzystany w warstwie melodycznej dalszej części dzieła.
Aeterne rerum omnium effector Deus
Utwór oparty na tekście modlitwy św. Franciszka Ksawerego pro conversione infidelium. Składa się z dwóch zróżnicowanych metrycznie części, wykazujących cechy melodyki deklamacyjnej. Duetom wokalistów towarzyszy organowe basso continuo, z często zmieniającym się trybem. Kolejne wersy tekstu skontrastowano od strony muzycznej poprzez naprzemienne zastosowanie homorytmii i techniki imitacyjnej.
Laudem te Dominum
Utwór jest oparty na budowie ABA. Jego tekst to kompilacja wezwań modlitewnych, których źródłem jest psalmodia oraz pisma Ojców Kościoła. Kolejnym fragmentom tekstu utworu, charakteryzującym się wspólną formą gramatyczną, przyporządkowano konkretne odcinki muzyczne, kontrastujące ze sobą od strony melodycznej, rytmicznej i fakturalnej.